# Jack Gaughan

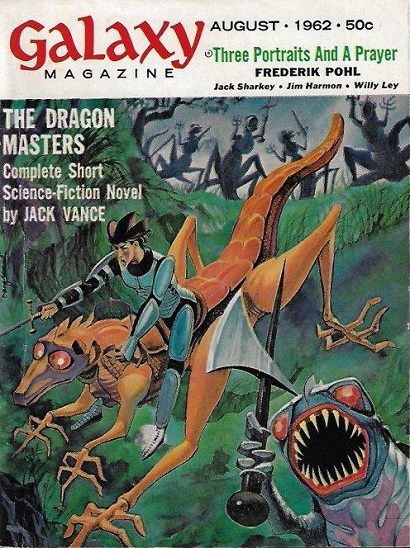
Ilustrație din 1962 a lui Gaughan pentru povestirea din Galaxy „The Dragon Masters” scrisă de Jack Vance

Jack Gaughan (n. 24 septembrie 1930, Springfield⁠(d), Ohio, SUA – d. 21 iulie 1985) a fost un artist american și ilustrator de science-fiction care a câștigat premiul Hugo de mai multe ori. A lucrat inițial cu Donald A. Wollheim la Ace Books, la DAW Books și la revista Galaxy Science Fiction în cursul anilor 1960. Stilul său simplu liniar a dat viață unor imagini de neuitat cum ar fi clasicele imagini pentru romanele din seria Witch World de Andre Norton.
Postum, Jack Gaughan a fost inclus în Science Fiction and Fantasy Hall of Fame în 2015.